# أنتونيا كامبل هيوز
أنتونيا كامبال-هوغس (بالإنجليزية: Antonia Campbell-Hughes)‏ ممثلة من أيرلندا الشمالية، من مواليد 1982. ولها العديد من الأفلام السينمائية والمسلسلات.

## من أفلامها
- 2013, 3096 [1]

## روابط خارجية
- أنتونيا كامبل هيوز على موقع IMDb (الإنجليزية)
- أنتونيا كامبل هيوز على موقع قاعدة بيانات الأفلام العربية
- أنتونيا كامبل هيوز على موقع ألو سيني (الفرنسية)
- أنتونيا كامبل هيوز على موقع أول موفي (الإنجليزية)
- أنتونيا كامبل هيوز على موقع قاعدة بيانات الأفلام السويدية (السويدية)
- أنتونيا كامبل هيوز على موقع قاعدة بيانات الفيلم (الإنجليزية)
- أنتونيا كامبل هيوز على موقع كينوبويسك (الروسية)